# 조선의 교육
조선 시대에는 관료로서 출세할 수 있는 정상적인 방법은 무조건 과거에 합격하는 데 있었으므로 자연히 교육도 과거의 준비에 중점을 두게 되었다. 또한 고려 말기의 고시 과목이자 건국 초기부터 정교(政敎)의 근본이념으로 채택된 유학(儒學)은 입신양명(立身揚名)의 유일한 도구로 양반 계급이 감독하였다. 따라서 교육도 거의 대부분 과거의 응시자격을 구비하고 있는 양반의 자제에 한정되어 있었다. 이들은 대개 어릴 때 서당에서 유학의 초보적인 지식을 배우고 15~16세 이전에 서울은 학당, 곧 4학(四學)에, 지방은 향교(鄕校)에 들어가서 공부하여 몇 년 뒤에 과거의 소과(小科)에 응시, 여기에 합격하면 성균관(成均館)에 입학하는 자격을 얻었다.

## 성균관과 학당
서울에 있는 성균관과 학당(4학)은 중앙 정부에 직속되고 향교는 각 주현(州縣)에서 관할하던 관학(官學)으로서, 상호간에 상하의 연락 계통이 서 있는 것은 아니었고, 각각 독립된 교육 기관의 성격을 띠고 있었다. 즉 성균관의 입학 자격은 생원·진사였지만 생원·진사는 사학이나 향교를 거치지 않아도 될 수 있었다. 또 성균관의 유생에게는 문과 대과에 응시하는 자격과 기타 여러 가지 특전을 주었으나 그렇다고 성균관을 거쳐야만 문과의 응시 자격이 부여되었던 것은 아니고 그밖에 사람들도 얼마든지 시험은 치를 수 있었다. 이들 관학 가운데서 성균관만은 말기까지 줄곧 최고 학부로서의 시설과 권위를 유지하였으나 사학과 향교는 후세에 점점 쇠퇴하여서 유명무실하게 되고 그 대신 사숙(私淑)으로서 서당 이외에 서원이 기세를 떨치게 되었다.

## 교육과 왕실
조선 시대 역대 왕은 유학의 진흥에 큰 관심을 가지고 있었으니, 가령 성균관을 예로 들어보면 태종은 친히 성균관에 가서 선성(先聖)을 제사하고 세자(世子)를 성균관에 입학시키기까지 하였다. 이리하여 임금의 알성례(謁聖禮)는 1414년(태조 14)부터, 세자의 입학례(入學禮)는 1421년(세종 3)부터 각각 상례(常例)가 되었다. 또 재정적인 뒷받침으로 많은 전토(田土)와 노비(奴婢), 어장(漁場) 등을 지급함으로써 성균관을 원만하게 운영해 나가도록 적극 후원하였다. 한편 세종은 종실(宗室)의 자제들을 위해서 종학(宗學)을 설치, 도선(道善) 이하 몇 명의 교관(敎官)을 두고 가르치게 하여 그 뒤에 오랫동안 계속된 적도 있었다.

## 기타 학문의 교육
이와 같이 유학을 중심으로 한 문과 계통의 교육 기관은 많았음에도 불구하고, 무과(武科) 계통의 교육 기관은 전혀 없는 상태였다. 이것은 조선 사회가 문(文)을 숭상하고 무(武)를 경멸한 결과 생긴 당연한 현상이었다.
그리고 특수 분야인 잡과 계통의 교육 기관으로서는 태종 때에 십학(十學)을 설치해 이학(吏學)·역학(譯學)·음양풍수학(陰陽風水學)·의학·자학(字學)·율학(律學)·산학(算學)·악학(樂學) 등의 교육을 위한 시설을 두었다. 그러나 잡과는 특수한 신분층이 이를 세습하였기 때문에 그 수가 그리 많지 않았다. 《경국대전》에 따르면, 한학(漢學)·몽학(蒙學)·여진학(女眞學)·왜학(倭學)은 사역원(司譯院)과 어느 특정한 지방에서 의학(醫學)은 전의감·혜민서와 지방의 각 고을에서, 천문학·지리학·명과학(命課學)은 관상감에서, 주학(籌學)은 호조(戶曹)에서, 율학(律學)은 형조와 지방의 각 고을에서, 화학(畵學)은 도화서에서, 도학(道學)은 소격서에서 각각 일정한 수의 학생을 가르쳤다.

## 개화기의 교육
한편 고종 때 미국 선교사들이 세운 육영공원·배재학당·이화학당 등은 근대식 서구 교육 제도로의 전환점을 이루었다.

## 같이 보기
- 조선의 문화
- 조선의 과거 제도
- 조선의 과학과 기술
- 조선의 학문